# Mistrovství Evropy ve volejbale žen 1955
4. mistrovství Evropy  ve volejbale žen proběhlo v dnech 15. – 25. června v Bukurešti v Rumunsku.
Mistrovství se zúčastnilo šest družstev. Hrálo se v jedné skupině systémem každý s každým. Mistrem Evropy se stalo družstvo Československa.

## Výsledky a tabulka
|    |           | TCH | URS | POL | ROM | BUL | HUN | V | P | Skóre | B  |
| 1. | ČSR       | *** | 3:2 | 3:2 | 3:0 | 3:2 | 3:0 | 5 | 0 | 15:6  | 10 |
| 2. | SSSR      | 2:3 | *** | 3:1 | 3:0 | 3:0 | 3:0 | 4 | 1 | 14:4  | 9  |
| 3. | Polsko    | 2:3 | 1:3 | *** | 3:2 | 3:2 | 3:0 | 3 | 2 | 12:10 | 8  |
| 4. | Rumunsko  | 0:3 | 0:3 | 2:3 | *** | 3:2 | 3:0 | 2 | 3 | 8:11  | 7  |
| 5. | Bulharsko | 2:3 | 0:3 | 2:3 | 2:3 | *** | 3:1 | 1 | 4 | 9:13  | 6  |
| 6. | Maďarsko  | 0:3 | 0:3 | 0:3 | 0:3 | 0:3 | *** | 0 | 5 | 0:15  | 5  |

 SSSR –  Bulharsko 3:0 (15:10, 15:6, 15:11)
15. června 1955 – Bukurešť
 Rumunsko –  Maďarsko 3:0 (15:7, 15:13, 15:13)
15. června 1955 – Bukurešť
 Československo –  Polsko 3:2 (15:13, 15:4, 14:16, 7:15, 15:11)
15. června 1955 – Bukurešť
 Polsko –  Bulharsko 3:2 (15:9, 8:15, 15:5, 11:15, 15:10)
17. června 1955 – Bukurešť
 Československo –  Maďarsko 3:0 (15:5, 15:12, 15:6)
17. června 1955 – Bukurešť
 SSSR –  Rumunsko 3:0 (15:4, 15:5, 15:13)
17. června 1955 – Bukurešť
 Rumunsko –  Bulharsko 3:2 (15:13, 10:15, 10:15, 15:7, 15:11)
19. června 1955 – Bukurešť
 Polsko –  Maďarsko 3:0 (15:6, 15:12, 15:11)
19. června 1955 – Bukurešť
 Československo –  SSSR 3:2 (15:9, 8:15, 15:7, 7:15, 15:13)
19. června 1955 – Bukurešť
 SSSR –  Maďarsko 3:0 (15:8, 15:11, 15:3)
22. června 1955 – Bukurešť
 Československo –  Bulharsko 3:2 (15:5, 7:15, 15:10, 15:17, 15:7)
22. června 1955 – Bukurešť
 Polsko –  Rumunsko 3:2 (9:15, 15:5, 15:13, 15:17, 15:11)
22. června 1955 – Bukurešť
 Bulharsko –  Maďarsko 3:1 (12:15, 15:12, 15:13, 16:14)
26. června 1955 – Bukurešť
 Československo –  Rumunsko 3:0 (15:13, 15:4, 15:13)
26. června 1955 – Bukurešť
 SSSR –  Polsko 3:1 (15:9, 15:5, 9:15, 15:6)
26. června 1955 – Bukurešť

## Soupisky
1.  Československo
| - Jindřiška Holá - Drahoslava Křížová - Lenka Kučerová - Božena Lútočková | - Regina Matalíková - Alena Nečasová - Libuše Neugebauerová - Janka Šindelářová | - Svatava Štaudová - Běla Štulcová - Alžběta Technovská - Bohumila Valášková |

- Trenér: Metoděj Mácha

2.  SSSR
| - Alexandra Čudinová - Sofia Gorbunovová - Aino Chumerindová - Lidija Ivaněžskaja | - Lidija Kalenjiková - Ljudmila Meščerjaková - Antonina Moisejevová - Vera Oserovová | - Natalja Pšeničnikovová - Minjona Szakscheová - Sinaida Smoljaninovová - Lidija Strelniková |

3.  Polsko
| - Jadwiga Abisiak - Klementyna Celjnik - Barbara Czekzotka - Danuta Noszka | - Halina Josko - Krystyna Hajec - Barbara Kocan - Teresa Konopka | - Danuta Kordaczuk - Miroslawa Kotula - Wanda Tunidajewicz - Wanda Zarzycka |